# Down to Earth (album de Stevie Wonder)
Albums de Stevie Wonder
Up-Tight
(1966) I Was Made to Love Her
(1967)
Singles
1. A Place in the Sun
Sortie : 24 octobre 1966
2. Hey Love
Sortie : 9 février 1967

Down to Earth est le sixième album studio du chanteur Stevie Wonder, diffusé le 16 novembre 1966 chez Tamla (Motown). 
Cet album marque la fin des albums teen pop de Wonder, sa voix commençant à muer.
L'album contient les singles A Place in the Sun et Hey Love. 

## Liste des pistes
| 1. | A Place in the Sun                            | Ron Miller, Bryan Wells                | 2:52 |
| 2. | Bang Bang (My Baby Shot Me Down)              | Sonny Bono                             | 2:42 |
| 3. | Down to Earth                                 | Miller, William "Mickey" Stevenson     | 2:50 |
| 4. | Thank You Love                                | Henry Cosby, Sylvia Moy, Stevie Wonder | 2:55 |
| 5. | Be Cool, Be Calm (And Keep Yourself Together) | Cosby, Moy, Wonder                     | 2:43 |
| 6. | Sylvia                                        | Cosby, Moy, Wonder                     | 2:34 |

| 1. | My World Is Empty Without You (en)   | Holland-Dozier-Holland                 | 2:53 |
| 2. | The Lonesome Road                    | Gene Austin, Nathaniel Shilkret        | 3:06 |
| 3. | Angel Baby (Don't You Ever Leave Me) | Cosby, Moy                             | 2:45 |
| 4. | Mr. Tambourine Man                   | Bob Dylan                              | 2:30 |
| 5. | Sixteen Tons                         | Merle Travis                           | 2:42 |
| 6. | Hey Love                             | Morris Broadnax, Clarence Paul, Wonder | 2:41 |

## Classement
| Classement (1966)                   | Meilleure position |
| ----------------------------------- | ------------------ |
| États-Unis (Billboard 200)          | 92                 |
| États-Unis (Top R&B/Hip-Hop Albums) | 8                  |

## Personnel
- Stevie Wonder – harmonica, claviers, batterie, percussions, voix
- The Originals (en) et The Andantes (en) - chœurs
- Benny Benjamin (en) – batterie
- James Jamerson – guitare basse
- The Funk Brothers – instrumentation
- Clarence Paul et Henry Cosby – producteurs